# サン＝ファルジョー駅
サン＝ファルジョー駅 (サン＝ファルジョーえき、仏：Saint-Fargeau)は、フランス・パリの20区にあるメトロ3bis線 (地下鉄) の駅。

## 概要

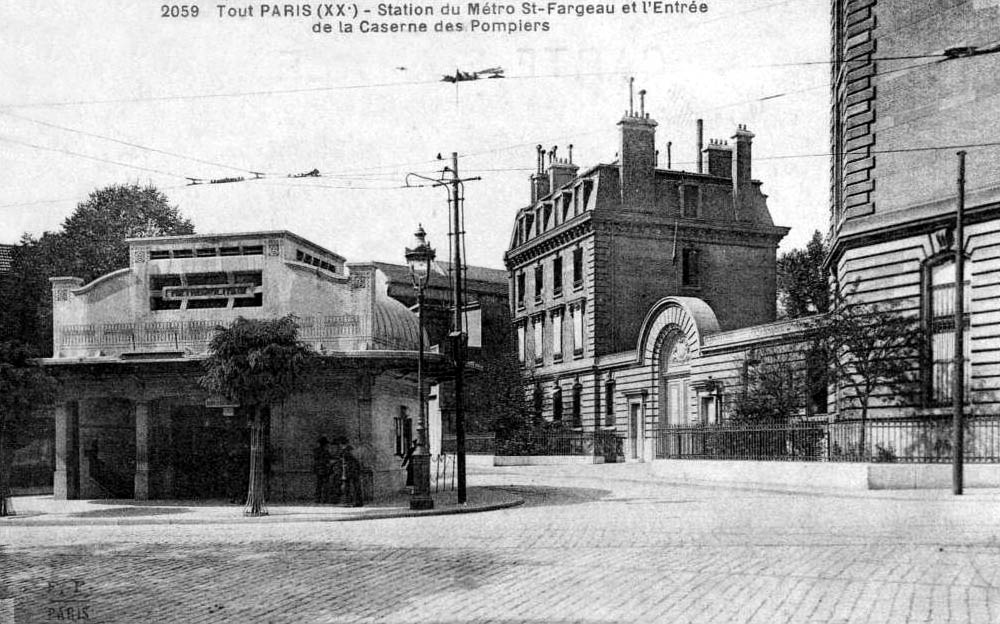
1905年頃のサン＝ファルジョー駅

サン＝ファルジョー駅は、パリの地下鉄メトロ3bis線の駅。パリ東部の20区北部にあり、ガンベタ大通りとメニルモンタン通りの延長であるサン＝ファルジョー通りの交差点に位置している。
1921年11月27日、3号線の駅として開業したが、1971年3月27日の路線変更に伴い、3bis線の駅となった。駅名は、この地区に屋敷（château de Saint-Fargeauまたはchâteau de Ménilmontant）を構えていて、今も通りの名前に名を残している、18世紀フランスの政治家ルイ＝ミシェル・ルプルティエ・ド・サン＝ファルジョーの家名にちなんで名付けられた。

## 利用可能な鉄道路線
- メトロ
  - 3bis線

## 駅周辺
- パリ東劇場 （テアトル・ド・レスト・パリジアン、Théâtre de l'Est Parisien (TEP)）
- メニルモンタン貯水池 （Réservoir de Ménilmontant） - パリ市内に飲料水を供給している貯水池のひとつ。

## 隣の駅
パリメトロ
■3bis線
ペルポール駅 (Pelleport) - サン＝ファルジョー駅 - ポルト・デ・リラ駅 (Porte des Lilas)